# Munkapárt (Dél-Korea)
A Munkapárt (hangul: 노동당, Nodongdang, handzsa: 勞動黨, RR: Labor Party) dél-koreai politikai párt, a koreai háború óta az első erősen baloldali párt az országban. 2013 júliusában jött létre az Új Progresszív Párt és a Szocialista Párt egyesülésével.
Megalakulásától néhány hónapon keresztül Kim Ilung (Kim Il-ung) vezette a pártot, akinek a helyét I Jonggil (Lee Yong-gill) vette át. I Jonggil (Lee Yong-gill) közel két éven keresztül volt a szervezet első számú vezetője, 2015-ben Na Gjongcshe (Na Gyung-chae) került a helyére, rövidesen Cshö Szunghjon (Choi Seung-hyeon), majd Kim Szangcshol (Kim Sang-chul) vette át a vezetőséget. A párt jelenlegi elnöke Hjon Rin (현린, Hyeon Rin).
Pak Undzsi (Park Eunji) alelnököt 2014. március 8-án holtan találták lakásán.
A párt egyik legismertebb tagja egy zsidó származású orosz történész, Pak Nodzsa (Pak Noja) (születési nevén: Vlagyimir Tyihonov).

## Pártinduló
A párt indulója a Csong Jungjong (Jung Yoon Kyung) által írt és komponált 대지와 미래를 품고 című dal.